# عصفور سقطري
عصفور سقطري (الاسم العلمي: Passer insularis) (بالإنجليزية: Socotra Sparrow)‏ هو نوع من الطيور يتبع جنس العصفور من فصيلة عصافير العالم القديم.